# Global Gateway

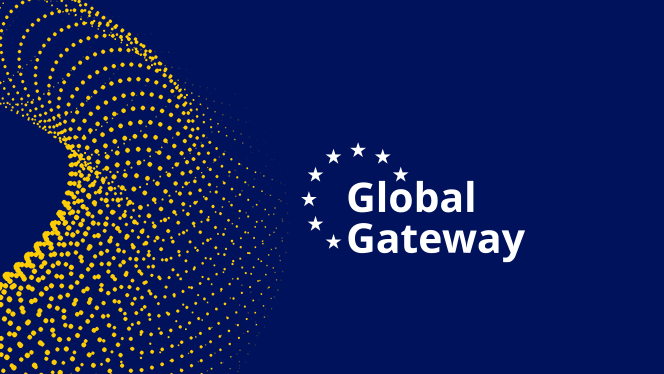
Logo

Global Gateway (che in italiano significa Porta globale) è un progetto dell'Unione europea lanciato nel 2021 con l'obiettivo di sviluppare nuove infrastrutture nei paesi in via di sviluppo. Viene considerato una risposta alla Nuova via della seta cinese.

## Contesto
La Nuova via della seta (Belt and Road Initiative) è stata presentata dal presidente cinese Xi Jinping il 7 settembre 2013 nel corso di una visita di Stato in Kazakistan.
L'accordo della Nuova via della seta è stato sottoscritto da 149 Stati e 32 organizzazioni internazionali (all'agosto 2022) con investimenti per 932 miliardi di dollari (al 30 giugno 2022).
Il 4 novembre 2019, a margine del 35º vertice dell'ASEAN, i rappresentanti di Stati Uniti, Giappone e Australia hanno promosso l'iniziativa Blue Dot Network (BDN) che dovrà fornire valutazione e certificazione di progetti di sviluppo infrastrutturale in tutto il mondo su misure di trasparenza finanziaria, sostenibilità ambientale e impatto sullo sviluppo economico, con l'obiettivo di mobilitare capitali privati per investire all'estero.
Il 12 giugno 2021, i partecipanti del G7 del 2021 hanno comunicato la decisione di istituire il nuovo partenariato Build Back Better World (B3W), una proposta «per soddisfare le enormi esigenze infrastrutturali dei paesi a basso e medio reddito» in competizione con la Cina.
Nel suo discorso sullo stato dell'Unione del 15 settembre 2021, la presidente della Commissione europea Ursula von der Leyen ha segnalato l'intenzione di presentare a breve la strategia Global Gateway, commentando: «[...] non ha senso per l'Europa costruire una strada perfetta tra una miniera di rame di proprietà cinese e un porto di proprietà cinese [...] intrecceremo partenariati con paesi di tutto il mondo. Vogliamo investimenti in infrastrutture di qualità, che colleghino beni, persone e servizi in tutto il mondo. Seguiremo un'impostazione basata sui valori, che offra ai nostri partner trasparenza e buona governance. Vogliamo creare legami, non dipendenze!» Quindi un'alternativa al programma "Nuova via della seta" cinese.

## Global Gateway
Il 1º dicembre 2021, con un comunicato congiunto, la Commissione europea e l'Alto rappresentante dell'Unione per gli affari esteri e la politica di sicurezza hanno presentato il progetto Global Gateway, una nuova strategia europea per promuovere connessioni intelligenti, pulite e sicure nei settori digitale, energetico e dei trasporti e per rafforzare i sistemi sanitari, di istruzione e di ricerca in tutto il mondo.

### Settori chiave
Gli investimenti relativi al Global Gateway, che saranno equi, accessibili e inclusivi, in particolare in termini di parità di genere, si concentreranno in cinque settori:
- Digitale. L'Unione europea collaborerà con i paesi partner per sviluppare reti e infrastrutture digitali come cavi in fibra ottica, sottomarini e terrestri, comunicazioni sicure basate su sistemi spaziali, nonché infrastrutture cloud e dati, che insieme forniscono una base per gli scambi di dati, cooperazione nel calcolo ad alte prestazioni, intelligenza artificiale e osservazione terrestre. Avranno priorità le regioni, i paesi e le popolazioni meno servite, con l'obiettivo di affrontare il divario digitale globale e rafforzare connessioni digitali sicure e affidabili al loro interno e tra l'Europa e il mondo. L'Unione ridurrà al minimo l'impatto ambientale delle infrastruttura digitale, promuovendo centri elaborazione dati ecosostenibili tramite cavi sottomarini dotati di sensori per il monitoraggio degli oceani.
- Clima ed energia. Investire nella mitigazione e nella resilienza al cambiamento climatico, nonché nell'energia pulita, è non solo una necessità ma anche una grande opportunità economica nei paesi a basso e medio reddito. La strategia Global Gateway sosterrà questa trasformazione verde, verso il conseguimento degli obiettivi di sviluppo sostenibile e gli impegni dell'Accordo di Parigi; promuoverà gli scambi di tecnologie verdi e rafforzerà la sicurezza energetica.
- Trasporti. Global Gateway promuoverà investimenti infrastrutturali in tutto il mondo creando reti di trasporto sostenibili, intelligenti, resilienti, inclusive e sicure in tutte le modalità di trasporto, inclusi ferrovie, strade, porti, aeroporti, punti logistici e valichi di frontiera, e portare queste modalità insieme in un sistema intermodale.
- Salute. La pandemia di COVID-19 ha rivelato le debolezze dei sistemi sanitari e la fragilità delle filiere farmaceutiche, anche le diversità delle capacità produttive sanitarie in tutto il mondo. L'Africa, per esempio, importa ancora il 99% dei vaccini. Tuttavia, i problemi di salute si estendono ben oltre la pandemia. È stato stimato che ogni anno nei paesi a basso e medio reddito 8,6 milioni di persone muoiano nonostante si trovino in condizioni altrimenti curabili, tra cui malattie prevenibili con le vaccinazioni, patologie legate alla maternità e incidenti stradali.[9] Global Gateway darà la priorità alla sicurezza delle catene di approvvigionamento e allo sviluppo delle produzioni locali. Anche l'Autorità per la preparazione e la risposta alle emergenze sanitarie (HERA) contribuirà ad affrontare a livello internazionale i colli di bottiglia delle catene di distribuzione.
- Istruzione e ricerca. L'Unione europea investirà in un'istruzione di qualità, compresa l'istruzione digitale, prestando particolare attenzione all'inclusione delle ragazze e delle donne e di altri gruppi vulnerabili. Aiuterà i paesi partner a trasformare i loro sistemi di istruzione e a facilitare la mobilità di studenti, personale, insegnanti e tirocinanti. L'Unione europea collaborerà con i paesi partner per rafforzare la cooperazione in materia di ricerca e innovazione. Il programma Erasmus ha una forte dimensione internazionale: rafforza la mobilità e gli scambi tra lo Spazio europeo dell'istruzione (EEA) e i paesi partner, sviluppando i sistemi educativi inclusivi e sostenibili e aumentando la capacità di gestione a tutti i livelli nel settore dell'istruzione.

## Governance
Il Consiglio del Global Gateway è composto dal presidente della Commissione europea e dai ministri degli affari esteri degli Stati membri. Il Parlamento europeo è invitato in qualità di osservatore, nonché, a seconda dei casi, i rappresentanti delle istituzioni finanziarie europee, come BEI e BERS, e le banche nazionali di sviluppo degli Stati membri.
Il Consiglio fornisce orientamenti strategici sull'attuazione delle iniziative del Global Gateway e individua opportunità per mostrare l'impatto delle relative iniziative.
Gli investimenti del Global Gateway sono attuati in accordo con i paesi partner e sono in linea con il quadro strategico stabilito in occasione di vertici e altri eventi di alto livello diplomatico: vertice Unione europea-Unione africana, conferenza Unione europea-Asia centrale, vertice Unione europea-Balcani occidentali, vertice Unione europea-ASEAN, cooperazione Unione europea-Gruppo degli stati dell'Africa, dei Caraibi e del Pacifico (ACP).
Il 18 settembre 2023 la Commissione europea ha comunicato i nominativi dei 60 membri e dei 10 osservatori del Global Gateway Business Advisory Group, che riunisce amministratori o dirigenti di aziende europee e associazioni imprenditoriali, che aiuterà a promuovere la cooperazione con il settore privato europeo come parte dell'attuazione dei progetti di punta del Global Gateway.

### Riunioni
La prima riunione è avvenuta l'11 dicembre 2022, nel corso della quale la commissaria per i partenariati internazionali Jutta Urpilainen e il commissario per l'allargamento e la politica di vicinato Olivér Várhelyi hanno presentato i risultati del primo anno del progetto. Il Consiglio è quindi passato a esaminare le priorità per il 2023.
Il 25 e 26 ottobre 2023 si è svolto a Bruxelles il primo forum Global Gateway: oltre 40 rappresentanti governativi di alto livello, istituzioni finanziarie e imprese si sono incontrati per discutere delle esigenze di investimento a livello mondiale, parlare delle soluzioni possibili, avviare nuove iniziative e garantire nuovi partenariati a lungo termine. L'accento è stato posto sull'energia verde, sulle materie prime critiche, sulla connettività, sulla salute e sull'istruzione.

## Dotazione
Global Gateway mira a mobilitare investimenti per lo sviluppo di infrastrutture sino a 300 miliardi di euro negli anni 2021-2027, tra sovvenzioni (gants), prestiti (loans) e garanzie (guarantees), così composti:
- sino a 135 miliardi di euro di investimenti resi possibili dall'EFSD+,[13] tra cui una nuova iniziativa con la Banca europea per gli investimenti (BEI) che potrebbe portare 25 miliardi di euro di investimenti aggiuntivi,
- concedere finanziamenti fino a 18 miliardi di euro nell'ambito di altri programmi di assistenza esterna dell'Unione europea,
- 145 miliardi di euro di investimenti programmati a disposizione dalle istituzioni finanziarie europee e di finanziamento dello sviluppo.

L'Unione europea sta inoltre valutando la possibilità di istituire uno strumento europeo per il credito all'esportazione per integrare gli accordi esistenti a livello degli Stati membri e aumentare la potenza finanziaria complessiva dell'Unione in questo settore. Lo strumento contribuirebbe a garantire condizioni più eque per le imprese dell'Unione nei mercati dei paesi terzi, facilitando così la loro partecipazione a progetti infrastrutturali.
Il 16 dicembre 2022 la Banca europea per gli investimenti ha lanciato il Global Gateway Fund (GGF) a sostegno degli investimenti nelle energie rinnovabili nei Paesi in via di sviluppo.

## Aree di intervento

### Africa
Il 6º vertice Unione europea-Unione africana, tenuto a Bruxelles il 17-18 febbraio 2022, nel quale i rispettivi leader «hanno concordato una visione comune per un partenariato rinnovato», annunciando un pacchetto di investimenti da 150 miliardi di euro, in collaborazione con la Banca africana di sviluppo (AfDB), che «contribuirà a costruire economie più diversificate, inclusive, sostenibili e resilienti».
Il settore digitale sostiene il progetto "Medusa" che prevede la posa di 8 760 km di cavi sottomarini in fibra ottica tra l'Europa meridionale e l'Africa settentrionale, da realizzare entro il I trimestre 2025.
Il capitolo infrastrutture prevede la creazione di 11 "corridoi strategici", per integrare le reti di trasporto multimodale africane ed europee, che faciliteranno il commercio e la mobilità all'interno dell'Africa e tra l'Africa e l'Europa e che sosterranno gli investimenti in una connettività sostenibile, efficiente e sicura tra i continenti.
- Il 7 settembre 2022, dopo la sua completa modernizzazione, è stato inaugurato il nuovo porto di Maio, a Capo Verde, realizzato con il contributo dell'Unione europea per 11 milioni di euro su 36 complessivi.[19]
- Nell'ambito del progetto "corridoio settentrionale", che prevede nuovi collegamenti stradali in Kenya per 561 km, da sviluppare in quattro fasi.[20][21] Il 19 novembre 2022 è stata inaugurata la strada costiera Mombasa-Kilifi di 54 km.[22]

L'Iniziativa per l'energia verde (Green Energy Initiative) vuole sostenere investimenti per 15 miliardi di euro per sviluppare almeno 50GW di energia da fonti rinnovabili e 40 GW da elettrolizzatori per la produzione di idrogeno verde e 3,6 miliardi per sostenere le energie rinnovabili, l'efficienza energetica, la transizione equa ed ecosostenibile. I fondi stanziati saranno utilizzati per:
- elettrodotto di 200 km tra Repubblica Democratica del Congo e Zambia;
- elettrodotto da 400 kV da Kasama (Zambia) a Mbeya (Tanzania) che fa parte della linea Zambia-Tanzania Zambia-Kenya;
- interconnessione Angola-Namibia (ANNA), parte del Southern African Power Pool;
- protocollo d'intesa con la Namibia per le materie prime essenziali firmato l'8 novembre 2022 alla COP27;[18][25]
- memorandum d'intesa bilaterale con l'Egitto firmato il 16 novembre 2022, a margine della COP27, per la produzione di idrogeno rinnovabile;[26]
- 3 miliardi di euro per l'attuazione della Just Energy Transition Partnership in Sudafrica;
- 1 miliardo di euro per aiutare la transizione a basse emissioni di carbonio della Costa d'Avorio.

Il 22 giugno 2022 la presidente Ursula von der Leyen ha presentato il programma "Equità vaccinale per l'Africa", che consiste nella produzione in Africa di vaccini a RNA messaggero (mRNA), con la collaborazione di BioNTech, e altri prodotti farmaceutici La prima di queste fabbriche sorgerà a Kigali, in Ruanda, poi in Senegal e in Sudafrica.

### India
L'8 maggio 2021 i rappresentanti dell'Unione europea e il primo ministro indiano Narendra Modi, in videoconferenza, hanno raggiunto un accordo di collaborazione per la connettività sostenibile nei settori digitale, energetico, dei trasporti e interpersonale.
Nel 2022 sono stati illustrati gli investimenti che l'Unione europea e gli Stati membri faranno in India, come parte del progetto Global Gateway e della strategia dell'Unione nell'Indo-Pacifico.

### America latina e Caraibi
Il 6 dicembre 2022, la Commissione europea ha firmato un accordo con l'Agenzia spaziale europea per la costruzione a Panama di un centro Copernicus di osservazione della terra.
Dopo il completamento del programma Building the Europe Link to Latin America (BELLA) ovvero il cablaggio tra America latina ed Europa, realizzato tra il 2016 e il 2021, il 14 dicembre 2022 è stato sottoscritto il nuovo accordo Building the Europe Link to Latin America and the Caribbean (BELLA II) per rafforzare ed espandere il sistema digitale latinoamericano e caraibico, anche nei rapporti con l'Europa, da realizzare entro il 2026.

### Balcani occidentali
Il 7 novembre 2022 la presidente Ursula von der Leyen ha annunciato investimenti per 1 miliardo di euro per
sostenere la diversificazione degli approvvigionamenti energetici potenziando le interconnessioni di gas ed elettricità, nonché la costruzione di impianti di energia rinnovabile oltre a misure di efficienza energetica:
- Trans-Balkan Electricity Corridor che collega Serbia, Montenegro e Bosnia ed Erzegovina all'Unione europea;
- impianti fotovoltaici in Albania, Kosovo, Macedonia del Nord;
- parchi eolici in Macedonia del Nord e Serbia.

Per il corridoio paneuropeo VIII, il rinnovo dei settori ferroviari Kumanovo–Beljakovce (31 km) e Beljakovce–Kriva Palanka (34 km) in Macedonia del Nord.
Per il corridoio paneuropeo X, la realizzazione della linea ferroviaria ad alta velocità Belgrado-Niš in Serbia.

### Asia centrale
Il 7 novembre 2022, nel corso della COP27 di Sharm el-Sheikh, la presidente Ursula von der Leyen e il primo ministro del Kazakistan Álıhan Smaıylov hanno sottoscritto un protocollo d'intesa per progetti comuni in merito a materie prime, batterie, idrogeno rinnovabile e decarbonizzazione.

## Critiche
Mentre il Global Gateway ha stanziato fondi per 300 miliardi di euro per il periodo 2021-2027, la "Nuova via della seta" ha totalizzato investimenti per 932 miliardi di dollari per il periodo 2013-2022).
Diversi analisti hanno rilevato che i fondi messi a disposizione dal Global Gateway non sono nuovi ma si tratta di fondi e iniziative già esistenti presentati con un nome diverso.
È stata fatta notare l'assenza di un responsabile di prestigio, un Alto rappresentante dell'Unione europea per il Global Gateway; il quotidiano tedesco Handelsblatt aveva ipotizzato il nome di Mario Draghi ma è arrivata immediatamente la smentita.
Il tentativo di avvicinare i giovani al metaverso, costato 387 000 euro, dopo due appuntamenti andati quasi deserti è stato abbandonato.